# Falzalm
Die Falzalm ist eine Alm in der Gemarkung Ramsauer Forst in Ramsau bei Berchtesgaden.
Der Kaser der Falzalm steht unter Denkmalschutz und ist unter der Nummer D-1-72-129-65 in die Bayerische Denkmalliste eingetragen.

## Baubeschreibung
Beim Kaser der Falzalm, dem sogenannten Schwabenkaser, handelt es sich um einen eingeschossigen, überkämmten Blockbau auf einem Bruchsteinsockel, das Flachsatteldach ist mit Legschindeln gedeckt. In der Nordwestecke des Gebäudes befindet sich das dreiräumige Kasstöckl mit einer gemauerter Feuerstelle. Der Schwabenkaser ist mit dem Jahr 1866 bezeichnet.

## Heutige Nutzung
Die Falzalm ist nicht bewirtet, die Weide wird jedoch noch landwirtschaftlich genutzt.

## Lage
Die Falzalm befindet sich nordöstlich unter dem Watzmannhaus auf einer Höhe von 1630 m ü. NHN.